# چنگ برمه‌ای
چنگ برمه‌ای (ビルマの竪琴 بیرُما نو تاته‌گُتو, همچنین چنگی از برمه) یک فیلم جنگی و درام ژاپنی به کارگردانی کن ایچیکاوا که در سال ۱۹۵۶ منتشر شد. این فیلم بر اساس رمانی کودکانه به همین نام نوشته میچیو تاکه‌یاما داستان سربازان ژاپنی را روایت می‌کند که در جنگ جهانی دوم در نبرد برمه جنگیدند. یکی از اعضای گروه پس از جنگ ناپدید می‌شود و سربازان امیدوارند کشف کنند که آیا دوستشان زنده مانده‌است یا خیر، و اگر او همان راهب بودایی باشد، می‌بینند که چنگ می‌نوازد. این فیلم جزو اولین فیلم‌هایی بود که تلفات جنگ را از منظر یک سرباز ژاپنی نشان داد.
این فیلم در سال ۱۹۶۵ نامزد جایزه اسکار بهترین فیلم خارجی زبان شد. در سال ۱۹۸۵، ایچیکاوا چنگ برمه‌ای را به صورت رنگی با بازیگران جدید بازسازی کرد و بازسازی آن یک موفقیت بزرگ باکس آفیس بود و تبدیل به فیلم شماره یک ژاپنی در سینمای داخلی شد. در بازار سال ۱۹۸۵ و دومین باکس آفیس ژاپنی تا آن زمان اکران شد.

## داستان
سرباز میزوشیما، سرباز ژاپنی، نوازنده چنگ گروه کاپیتان اینویه می‌شود که از سربازانی تشکیل شده‌است که برای بالا بردن روحیه در جنگ جهانی دوم برمه می‌نوازند و آواز می‌خوانند. وقتی به آنها در دهکده‌ای پناه داده می‌شود، در نهایت متوجه می‌شوند که توسط سربازان بریتانیایی و هندی تحت نظر هستند. آنها مهمات خود را پس می‌گیرند، سپس نیروهای پیشرو را می‌بینند. کاپیتان به مردان می‌گوید که آواز بخوانند، بخندند و کف بزنند تا انگلیسی‌ها این تصور را ایجاد کنند که از حضور آنها بی‌خبرند. با این حال، سربازان بریتانیایی به جای شلیک به آنها، شروع به خواندن همان ملودی می‌کنند و…

## فیلمبرداری
ایچیکاوا امیدوار بود که فیلم را رنگی بسازد، اما دوربین‌های رنگی برای انتقال به برمه بسیار بزرگ و پرهزینه بودند. بیشتر فیلم در یاسویی، هاکونه و شبه‌جزیره ایزو در ژاپن فیلمبرداری شده‌است.

## انتشار
در ژاپن، نیک کاتسو، استودیویی که فیلم را سفارش داده بود، قسمت اول فیلم را در ۲۱ ژانویه ۱۹۵۶ به مدت ۶۳ دقیقه منتشر کرد. قسمت دوم، ۸۰ دقیقه، در ۱۲ فوریه منتشر شد، با هر دو بخش به عنوان ویژگی‌های دوگانه با فیلم B نمایش داده شد. این فیلم در جشنواره بین‌المللی فیلم ونیز در اوت ۱۹۵۶ به نمایش درآمد و مورد تشویق قرار گرفت.
این اولین فیلم ایچیکاوا بود که در سطح بین‌المللی منتشر شد، اما این فیلم ۱۴۳ دقیقه ای به ۱۱۶ دقیقه خلاصه شد، انتشار آن در کشورهای انگلیسی زبان قبل از اولین ترجمه رمان به انگلیسی انجام شد. این فیلم بر روی دی‌وی‌دی در مارس ۲۰۰۷ منتشر شد.